# Ralf Grabow

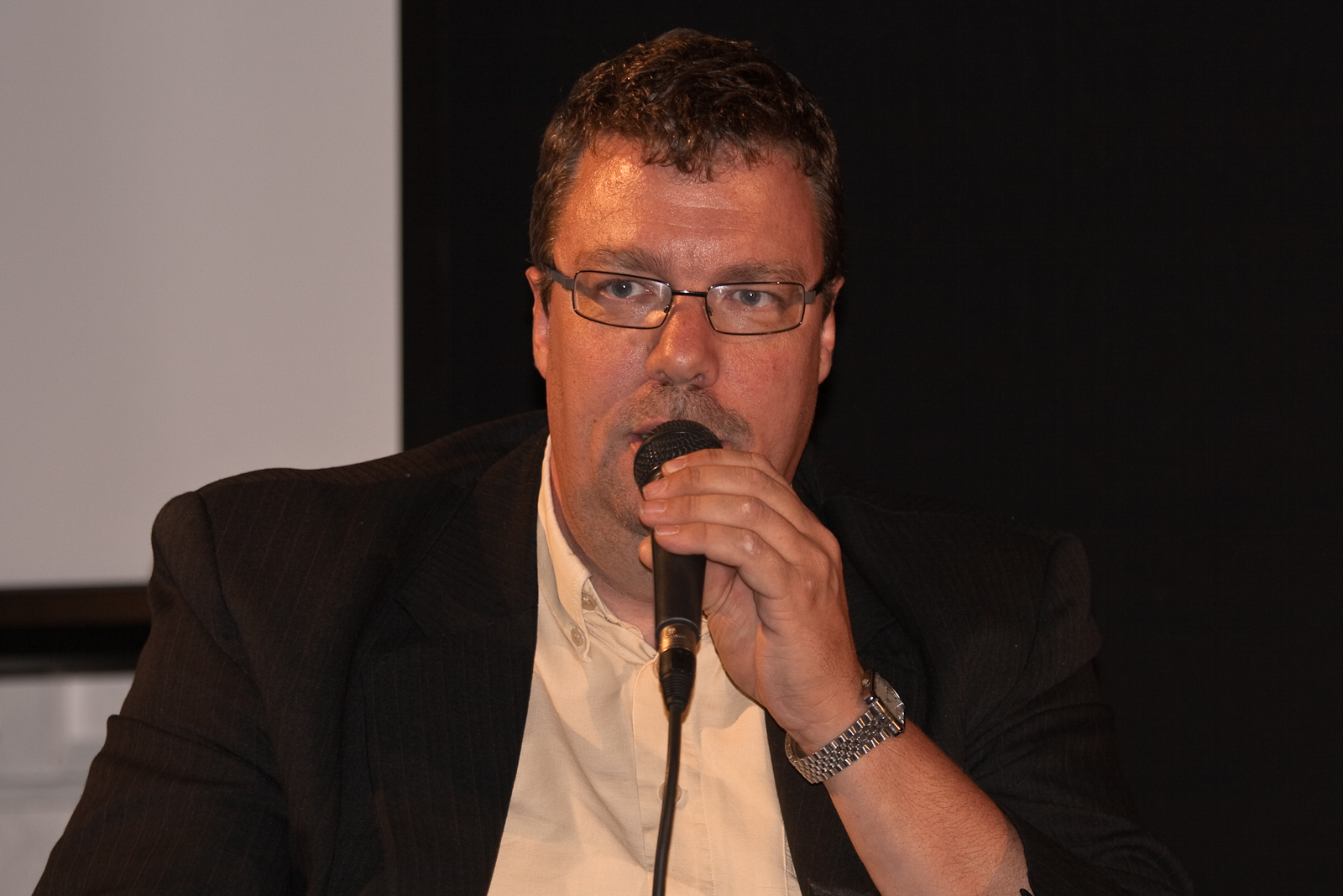
Ralf Grabow (2009)

Ralf Grabow (* 14. September 1965 in Rostock; † 3. Mai 2013 ebenda) war ein deutscher Politiker (parteilos, bis 2011 FDP). 2006 bis 2011 war er Mitglied des Landtages von Mecklenburg-Vorpommern. Er war Sprecher der FDP-Landtagsfraktion für Soziales und Senioren. Ralf Grabow war Vorsitzender des Ausschusses für Soziales und Gesundheit.
Nach seiner Schulausbildung in der DDR absolvierte Grabow eine Ausbildung zum Elektroinstallateur, später machte er eine Weiterbildung im kaufmännischen Bereich. 
Grabow gehört zu den Mitbegründern der Behindertenbewegung in der DDR. Nach der Wende war er stellvertretender Bundes- sowie Landesvorsitzender im Allgemeinen Behindertenverband in Deutschland. Seine parteipolitische Laufbahn begann im Februar 2001 mit dem Eintritt in die FDP. Von 2005 bis 2011 war er stellvertretender Kreisvorsitzender der FDP Rostock. Im Herbst 2005 wurde er auf dem Landesparteitag in Rostock auf Platz vier der Landesliste gewählt. Er leitete den FDP-Landesausschuss Soziales, Familie und Gesundheit. Im Jahr 2011 beendete Grabow seine FDP-Mitgliedschaft nach internen Querelen in seinem Kreisverband, gab aber an, sein Mandat in der Rostocker Bürgerschaft behalten zu wollen. Durch seinen Parteiaustritt verlor die FDP ihren Fraktionsstatus in der Rostocker Bürgerschaft.
Des Weiteren war Grabow Vorsitzender des gemeinnützigen Vereins „Ohne-Barrieren e.V.“.
Ralf Grabow starb am 3. Mai 2013 im Alter von 47 Jahren nach kurzer schwerer Krankheit.